# 田林高原鰍
田林高原鰍（學名：Triplophysa tianlinensis）為輻鰭魚綱鯉形目條鰍科高原鰍屬的其中一種。分布於亞洲中國廣西壯族自治區紅水河流域，體長可達8.6公分，棲息在溪流底層水域，生活習性不明。

## 扩展阅读
維基物種上的相關：田林高原鰍